# بوئینگ ۷۴۷اس‌پی
بوئینگ ۷۴۷اس‌پی (انگلیسی: Boeing 747SP) یک نسخه بهینه‌شده از بوئینگ ۷۴۷ است که برای پروازهای بلند (طولانی) طراحی شده‌است. این هواپیما با برد بیش از ۱۲ هزار کیلومتر در سال ۱۹۷۵ به پرواز درآمد. پان اِمریکَن و ایران‌ایر نخستین کاربران آن بودند.
طولانی‌ترین پرواز بدون توقف جهان در میانه دهه ۷۰ میلادی توسط ایران‌ایر با این هواپیما، بین تهران و نیویورک انجام می‌شد.